# 本川渉
本川 渉（もとかわ わたる、1944年 - ）は、日本の歯科医師・歯学者。小児歯科学における研究で知られる。学位は、歯学博士（九州歯科大学・1978年）（学位論文「ラット舌乳頭味蕾のフォスファターゼに関する組織化学的研究 」）。福岡歯科大学名誉教授。

## 経歴
長崎県出身。1969年九州歯科大学卒業後、開業医勤務、九州大学歯学部の歯科矯正科助手、開業医勤務を経て福岡歯科大学小児歯科に所属、助手時代にカリフォルニア大学サンフランシスコ校へ留学、1990年福岡歯科大学教授に就任。2010年定年退職後名誉教授に就任。
1978年 九州歯科大学より歯学博士の学位を得る。学位論文は「ラット舌乳頭味蕾のフォスファターゼに関する組織化学的研究 」。

## 著書
- 下岡正八、五十嵐清治、苅部洋行、木本茂成、鈴木康生、大東道治、田村康夫、本川渉 編『新小児歯科学』（第3版）クインテッセンス出版、2009年4月10日。ISBN 978-4-7812-0072-9。
- 下岡正八、五十嵐清治、進士久明、鈴木康生、大東道治、田村康夫、本川渉 編『新小児歯科学』（改訂版）クインテッセンス出版、2005年4月1日。ISBN 978-4-87417-853-9。
- 五十嵐清治、土屋友幸、本川渉、池田元久『カラーアトラス ハンドブック 小児歯科臨床ヒント集』クインテッセンス出版、2003年1月10日。ISBN 978-4-87417-754-9。
- 著代表：町田幸雄、下岡正八 編著：五十嵐清治、大東道治、土屋友幸、本川渉、薬師寺仁 編『小児の歯科臨床[診断と処置]』永末書店、2002年3月30日。ISBN 4-8160-1116-1。

## 所属団体
- 日本小児歯科学会 元常任理事[5]・指導医[2]・専門医[2][6]
- 日本顎関節学会 指導医[2]
- 日本歯科理工学会 評議員[5]
- 日本歯科心身医学会 理事[7]
- 日本小児口腔外科学会 元理事[5]
- 日本歯科医療福祉学会 理事[8]
- 日本歯科医学教育学会 元理事[5]・評議員[9]
- 日本外傷歯学会 理事[10]
- 日本歯科用Nd:YAGレーザ学会 理事[5]
- 歯科基礎医学会[5]
- 日本障害者歯科学会[5]
- 国際小児歯科学会[5]
- 国際歯科研究学会日本部会[5]
- 国際外傷歯学会[5]
- 日本レーザー歯学会[5]
- 日本接着歯学会[5]
- 日本口腔科学会[5]
- 日本小児保健協会[5]
- 日本歯科保存学会[5]
- American College of Dentists[5]
- 国際歯科研究学会[5]